# 김영대 (1960년)
김영대(1960년 10월 15일~)는 대한민국의 정치인이다. 제17대 국회의원을 지냈다.

## 역대 선거 결과
|  | 38.26% |

|  | 0% |